# Sabana Llana
Sabana Llana es un barrio ubicado en el municipio de Juana Díaz en el estado libre asociado de Puerto Rico. En el Censo de 2010 tenía una población de 8896 habitantes y una densidad poblacional de 1.033,63 personas por km².

## Geografía
Sabana Llana se encuentra ubicado en las coordenadas 18°1′41″N 66°31′37″O / 18.02806, -66.52694. Según la Oficina del Censo de los Estados Unidos, Sabana Llana tiene una superficie total de 8.61 km², de la cual 8.57 km² corresponden a tierra firme y (0.48%) 0.04 km² es agua.

## Demografía
Según el censo de 2010, había 8896 personas residiendo en Sabana Llana. La densidad de población era de 1.033,63 hab./km². De los 8896 habitantes, Sabana Llana estaba compuesto por el 73.63% blancos, el 16.31% eran afroamericanos, el 0.42% eran amerindios, el 0.13% eran asiáticos, el 7.09% eran de otras razas y el 2.42% pertenecían a dos o más razas. Del total de la población el 99.55% eran hispanos o latinos de cualquier raza.